# Thập tự chinh thứ tư
Cuộc Thập tự chinh lần thứ tư (1202–1204) ban đầu được dự định là để chinh phục người Hồi giáo và kiểm soát Jerusalem bằng cách tiến hành một cuộc xâm lược vào Ai Cập. Nhưng thay vào đó, trong tháng 4 năm 1204, quân Thập tự chinh Tây Âu đã xâm lược và chinh phục thành phố Constantinopolis của Kitô hữu (Chính Thống giáo Đông phương), thủ đô của Đế quốc Đông La Mã (Đế quốc Byzantine). Đây được xem là một trong các hành vi cuối cùng trong sự ly khai lớn giữa Chính Thống giáo Đông phương và Giáo hội Công giáo La Mã. Quân viễn chinh đã thành lập Đế quốc La Tinh (1204-1261) và thành bang Latin khác ở các vùng đất của Byzantine mà họ chinh phục.

## Bối cảnh
Sau thành công hạn chế của cuộc Thập tự chinh lần thứ ba (1189–1192), châu Âu có rất ít quan tâm đến một cuộc thánh chiến nữa chống lại người Hồi giáo. Quân viễn chinh đã để mất Jerusalem trước triều đại Ayyubid, triều đại vốn đang cai trị toàn bộ Syria và Ai Cập, và chỉ còn có một vài thành phố dọc theo bờ biển vẫn còn nằm trong tay của quân thập tự chinh, Vương quốc Jerusalem hiện chỉ tập trung ở Acre. Cuộc Thập tự chinh lần thứ ba cũng đã thành lập một vương quốc La tinh ở Cộng hòa Síp.

## Cuộc thập tự chinh bắt đầu
Giáo hoàng Innôcentê III đã lên ngôi Giáo hoàng trong năm 1198 và các lời rao giảng về một cuộc thánh chiến mới trở thành mục tiêu của ông. Nhưng phần lớn lời gọi của ông đã bị bỏ ngoài tai bởi các quốc vương châu Âu: nước Đức đang chiến đấu để chống lại quyền lực của Giáo hoàng trong khi nước Anh và nước Pháp vẫn tham chiến với nhau. Tuy nhiên, do lời rao giảng của Giáo hoàng đã đến được Fulk của Neuilly, một đội quân thập tự chinh cuối cùng đã được thành lập tại một giải đấu đang được tổ chức ở Écry bởi Bá tước Thibaut của Champagne trong năm 1199. Thibaut được bầu làm lãnh đạo, nhưng ông đã qua đời vào năm 1200 và được thay thế bởi một vị Bá tước khác, Boniface của Montferrat.
Boniface và các nhà thủ lĩnh khác đã gửi phái viên tới Venice, Genova và các thành phố khác để đàm phán một hợp đồng vận chuyển đến Ai Cập, đích đến của cuộc thập tự chinh của họ, một trong những phái viên là Geoffrey Villehardouin, nhà sử gia tương lai. Genova đã không quan tâm tới cuộc thập tự chinh, nhưng trong tháng 3 năm 1201 các cuộc đàm phán đã được bắt đầu với Venezia, và thành phố này đồng ý vận chuyển 33.500 quân viễn chinh, một số lượng đầy tham vọng. Thoả thuận này yêu cầu Venezia có một năm chuẩn bị để chế tạo thêm nhiều tàu và đào tạo thêm thủy thủ để điều khiển những con tàu này, tất cả đã được tiến hành bất chấp sự giảm sút về hoạt động thương mại của thành phố. Các đội quân thập tự chinh được dự kiến sẽ bao gồm 4.500 hiệp sĩ (cũng như 4.500 ngựa), 9.000 hộ sỹ và 20.000 binh lính.
Phần lớn quân đội thập tự chinh đã khởi hành từ Venice vào tháng 10 năm 1202 và đa số họ có xuất xứ ở các vùng thuộc nước Pháp. Họ bao gồm người đến từ Blois, Champagne, Amiens, Saint-Pol, Ile-de-France và Bourgogne. Một số khu vực khác của châu Âu đã gửi một lực lượng đáng kể cũng như Flanders và Montferrat. Đáng chú ý là các nhóm khác đến từ đế quốc La Mã Thần thánh, bao gồm cả những người đi theo Giám mục Martin của Pairis và Đức Giám mục Conrad của Halberstadt, cùng trong liên minh với những người lính và thủy thủ của Venezia do Tổng trấn Enrico Dandolo chỉ huy. Quân thập tự chinh đã sẵn sàng để lên tàu vào ngày 24 tháng 6 năm 1202 và thực hiện một chuyến viễn chinh thẳng tới Cairo, thủ đô của vương triều Ayyubid,. Thỏa thuận này được phê chuẩn bởi Giáo hoàng Innôcentê, với một lệnh nghiêm cấm các cuộc tấn công vào các quốc gia Thiên chúa giáo.

## Tấn công Zara
Bài chi tiết: Cuộc vây hãm Zara (Zadar)
Vì không có thỏa thuận ràng buộc giữa các quân viễn chinh rằng tất cả đều phải đi thuyền từ Venice nên nhiều người đã chọn để đi thuyền từ cảng khác, đặc biệt là từ các cảng Flanders, Marseilles và Genova. Vào năm 1201 phần lớn quân đội thập tự chinh đã được tập hợp tại Venice, mặc dù quân số lúc này ít hơn dự kiến: 12.000 người thay vì 33.500 người. Người Venezia đã thực hiện một phần của thỏa thuận: họ có tàu chiến Galley, tàu vận chuyển lớn, và tàu vận chuyển ngựa – với trọng tải gấp ba lần số lượng người ngựa mà quân Thập tự chinh có thể tập hợp. Người Venice, dưới sự chỉ huy của Viên Thống đốc Dandolo, người vừa mù vừa cao tuổi, đã không để cho quân viễn chinh lên đường mà không trả toàn bộ số tiền đã ký hợp đồng ban đầu bao gồm 85.000 đồng Mark bạc. Quân viễn chinh chỉ có thể trả một số tiền là 51.000 đồng Mark bạc và chừng đó đã đủ làm cho họ chở nên đói nghèo đến cùng cực. Đây là tai họa với Venezia vì thành phố đã phải dừng các hoạt động thương mại của họ lại trong một thời gian rất dài để chuẩn bị cho chuyến chinh phạt này. Ngoài ra khoảng 20-30,000 người đàn ông (trong tổng số dân cư khoảng 60.000 người của Venezia) đã được tuyển mộ để điều hành toàn bộ hạm đội, đã tạo thêm sự căng thẳng cho kinh tế của Venezia.
Dandolo và người Venezia đã thành công trong việc lợi dụng quân thập tự chinh vào mục đích riêng của họ như là một hình thức trả nợ. Sau vụ thảm sát của người Latinh, các thương gia Venezia đã bị trục xuất ở thời cầm quyền của triều đại Angelos với sự ủng hộ của người dân Byzantine. Những sự kiện này đã cho người Venezia có một thái độ thù địch đối với Byzantine. Dandolo, người đã tham gia cuộc thập tự chinh trong một buổi lễ công cộng tại nhà thờ San Marco di Venezia, đề xuất rằng quân viễn chinh nên trả nợ họ bằng cách tấn công bến cảng Zara ở Dalmatia. Thành phố đã nằm trong sự thống trị về kinh tế của Venezia trong suốt thế kỷ 12, nhưng đã trỗi dậy trong năm 1181 và liên minh với vua Emeric của Hungary và Croatia. Cuộc tấn công sau đó của người Venezia đã bị đẩy lùi vào năm 1202 thành phố đã trở nên độc lập về kinh tế, dưới sự bảo vệ của nhà vua Hungary.
Nhà vua Hungary là người Công giáo và đã tự mình đồng ý tham gia cuộc Thập Tự Chinh (mặc dù chủ yếu vì lý do chính trị và thực tế ông đã không chuẩn bị để khởi hành). Nhiều Thập tự quân đã phản đối kế hoạch tấn công Zara và một số người, bao gồm cả một lực lượng được chỉ huy bởi Simon de Montfort đã hoàn toàn từ chối tham gia và trở về nhà. Trong khi đại diện của Giáo hoàng đi cùng quân Thập tự chinh, Đức Hồng y Peter của Capua, người thừa kế Giáo hoàng, đã tiến hành một số bước cần thiết để ngăn chặn sự hoàn toàn thất bại của cuộc thập tự chinh này, Giáo hoàng Innôcentê III đã được cảnh báo vì nguy cơ này, thay bằng đi đánh quân Hồi giáo lại quay ra ăn cướp của người Thiên chúa giáo. Ông đã viết một lá thư cho các thủ lĩnh quân thập tự chinh và "đe dọa rút phép thông công".
Trong cuốn The Crusades sử gia Geoffrey Hindley đã đề cập rằng trong năm 1202 Giáo hoàng Innôcentê III cấm quân Thập tự chinh của Thiên Chúa giáo phương Tây có các hành vi tàn bạo những người hàng xóm Kitô giáo của họ, mặc dù ông này vẫn muốn phát huy uy quyền của Giáo hoàng tới Byzantine. Bức thư này đã bị ém nhẹm đi và đa phần binh lính Thập tự chinh đã không được biết đến cho đến sau khi cuộc tấn công được tiến hành. Các công dân của Zara đã cố gắng nhắc nhở một thực tế rằng họ cũng là những đồng bào Công giáo bằng cách treo các lá cờ có đánh dấu thánh giá từ cửa sổ của mình và ở các bức tường của thành phố, tuy nhiên thành phố đã bị thất thủ sau một cuộc bao vây ngắn.
Khi Innôcentê III nghe nói về cuộc bao vây ông đã gửi một lá thư cho quân viễn chinh và tuyên bố rút phép thông công họ và ra lệnh bắt họ phải thực hiện lời thề thiêng của mình và đi đến Jerusalem. Do lo sợ rằng sự kiện này sẽ làm tan rã quân đội, các thủ lĩnh quân thập tự chinh đã quyết định không thông báo về điều này cho binh lính.

## Chuyển hướng đến Constantinopolis
Trong khi đó Boniface của Montferrat đã rời hạm đội trước khi nó khởi hành từ Venice, và đến thăm Philip của Schwaben, người anh em họ của ông. Lý do cho chuyến viếng thăm của ông là một vấn đề vẫn còn đang được tranh cãi, có thể ông đã nhận ra kế hoạch của Venezia và bỏ đi để tránh vạ thông công, hoặc có thể ông muốn gặp Alexios Angelos, hoàng tử Byzantine, anh rể của Philip và con trai gần đây đã lật đổ hoàng đế Byzantine Isaac II Angelos. Alexios đã bỏ chạy tới lãnh địa của Philip vào năm 1201 nhưng người ta không chắc chắn rằng Boniface có gặp ông ta tại triều đình của Philip hay không. Alexios sẽ cung cấp 200.000 đồng Mark bạc, 10.000 người để giúp đỡ quân Thập tự chinh, duy trì 500 hiệp sĩ tại Đất Thánh, hải quân Byzantine sẽ tham gia vận chuyển quân Thập tự chinh tới Ai Cập và vị trí của Giáo hội Chính Thống Phương đông sẽ dưới quyền của Giáo hoàng nếu họ đi thuyền đến Byzantine và lật đổ Alexios III Angelos, nhà vua trị vì, và cũng là anh trai của Isaac II. Đó là một lời đề nghị hấp dẫn đối với đạo quân lúc đó đang thiếu tiền. Quan hệ giữa quân Thập tự chinh và Byzantine đã trở nên căng thẳng kể từ khi bắt đầu phong trào thập tự chinh, nhưng lời đề nghị của Alexios là một trong, ít nhất là trên lý thuyết, lý do để hàn gắn các rạn nứt giữa phương Đông và phương Tây và đó là những nỗ lực đáng kể để trợ giúp người Latinh. do đó Bá tước Boniface đã đồng ý và Alexios IV đã trở lại cùng với Hầu tước và tham gia với hạm đội ở tại Corfu sau khi nó đã khởi hành từ Zara. Các nhà lãnh đạo còn lại của quân Thập tự chinh cuối cùng đã chấp nhận kế hoạch này. Tuy nhiên có nhiều nhà lãnh đạo cao cấp không ưa thích đề xuất này và nhiều người bỏ ngũ. Hạm đội gồm 60 tàu chiến Galley, 100 tàu chở ngựa và 50 tàu vận tải lớn (toàn bộ hạm đội có 10.000 tay chèo và lính thủy người Venezia) đến Constantinopolis vào cuối tháng 6 năm 1203. Ngoài ra, 300 thiết bị công thành được mang theo trong hạm đội.
Khi binh lính của cuộc Thập tự chinh lần thứ tư đến được Constantinopolis, thành phố có khoảng 400.000 dân và một đơn vị đồn trú khoảng 15.000 người (trong đó có lính vệ binh 5.000 Varangian) và một hạm đội 20 tàu Galley. Động cơ ban đầu của quân Thập tự chinh là khôi phục lại ngôi Hoàng đế Byzantine cho Isaac II để họ có thể nhận được sự hỗ trợ mà Alexios đã hứa. Conon của Bethune gửi thông điệp này đến phái đoàn người Lombard vốn được gửi đến bởi đương kim hoàng đế Alexios Angelos III, người đã bị lật đổ Isaac, anh trai của ông. Các công dân của Constantinople thì không quan tâm đến nguyên nhân tại sao hoàng đế bị lật đổ và con trai của ông đang phải sống lưu vong; tiếm quyền là việc thường xuyên xảy ra ở Byzantine và lần này thì việc thay đổi ngôi vị thậm chí vẫn chỉ trong nội bộ một gia đình. Các Thập tự quân đã khởi hành đến Constantinopolis trong 10 chiếc Galley và cho họ nhìn thấy Alexios IV, nhưng từ những bức tường của thành phố người Byzantine đã chế giễu và nhạo báng quân viễn chinh, mặc dù có người đã nói rằng Hoàng tử Alexios sẽ được chào đón. Trước tiên là quân viễn chinh đã bao vây và chiếm các thành phố Chalcedon và Chrysopolis sau đó họ đánh bại 500 lính kỵ binh của Byzantine trong một trận chiến chỉ bằng 80 hiệp sĩ người Frank. Lúc này Thập tự quân quay sang tấn công vào thành phố Constantinopolis.

### Cuộc vây hãm vào tháng 7 năm 1203

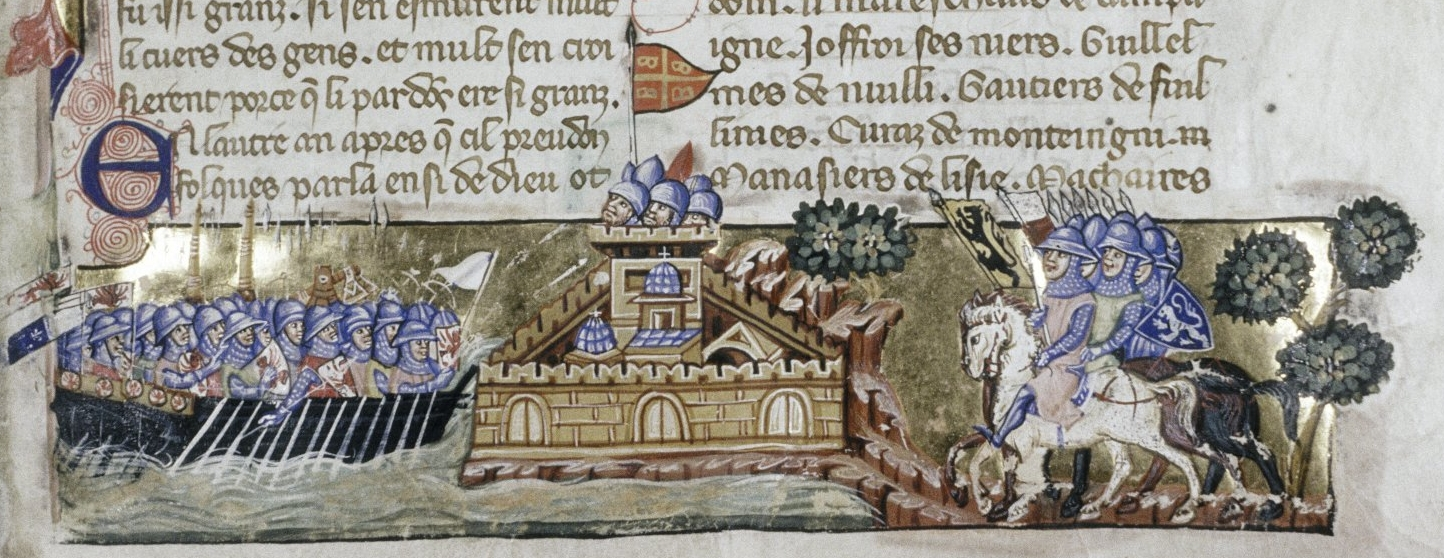
Thập tự quân tấn công Constantinopolis, từ một bản vẽ Venezia của Geoffreoy de Villehardouin, kh. 1330

Để chiếm thành phố bằng vũ lực, đầu tiên là quân viễn chinh cần phải vượt qua vịnh Bosphorus. Khoảng 200 tàu chở ngựa và tàu Galley đã chở các đội quân thập tự chinh qua eo biển hẹp, đến nơi Hoàng đế Alexios III đã cho tập hợp quân đội Byzantine thành một đội hình chiến dọc theo bờ vịnh ở phía bắc vùng ngoại ô Galata. Các hiệp sĩ Thập tự chinh tấn công thẳng từ tàu chở ngựa và quân đội Byzantine tháo chạy về phía nam.
Quân Thập tự chinh đuổi theo về phía nam và tấn công vào tháp Galata, người Byzantine phòng thủ phần cuối ở phía bắc bằng những chuỗi xích lớn để chặn lối vào vịnh Sừng Vàng. Khi họ bao vây tòa tháp, người Byzantine phản công và thu được một số thành công ban đầu. Tuy nhiên, khi quân Thập tự chinh tập hợp lại thì người Byzantine phải rút về phía ngọn tháp, quân Thập tự chinh đã bám theo những binh lính đang rút lui để chiếm chiếc cổng và tòa tháp phải đầu hàng. Lúc này Sừng Vàng đã được mở cửa cho quân Thập tự chinh và các hạm đội Venetian đã tiến vào.
Ngày 11 tháng 7, quân Thập tự chinh đã vào vị trí đối diện với Cung điện của Blachernae ở góc tây bắc của thành phố. Họ bắt đầu cuộc bao vây một cách nghiêm túc vào ngày 17, và chia ra thành bốn lộ binh để tấn công vào bức tường trên bộ, trong khi hạm đội Venetian tấn công các bức tường trên biển từ vùng vịnh Sừng Vàng. Người Venezia đã chiếm được một phần của bức tường trên biển với khoảng 25 tòa tháp, trong khi quân vệ binh Varangian đã đẩy được quân Thập tự chinh ra khỏi bức tường trên bộ. Lính vệ binh Varangians di chuyển để chặn đứng mối đe dọa mới và người Venice rút lui dưới các đám lửa cháy. Ngọn lửa đã phá hủy khoảng 120 mẫu Anh 120 mẫu Anh (0,49 km2) diện tích thành phố.
Cuối cùng Alexios III đã chuyển sang tấn công và đích thân chỉ huy 17 đội binh từ cổng St Romanus, quân đội của Alexios III có khoảng 8.500 người và đối mặt với bảy đội binh của Thập tự quân (có khoảng 3.500 người), mặc dù chiếm ưu thế đáng kể về quân số so với quân viễn chinh, nhưng lòng can đảm của ông đã thất bại và quân đội Byzantine trở lại thành phố mà không chiến đấu. Việc ông rút lui và những ảnh hưởng của các đám cháy đã làm cho tinh thần của các công dân của Constantinople bị suy xụp và họ quay ra chống lại Alexios III và sau đó ông này đã bỏ chạy. Ngọn lửa đã phá hủy rất nhiều ngôi nhà và làm 20.000 người chở thành vô gia cư. Hoàng tử Alexios được đặt lên ngôi vua như là Alexios IV cùng với Isaac, người cha mù của mình đồng cai trị Đế quốc.

### Các cuộc tấn công khác vào thành phố Constantinopolis

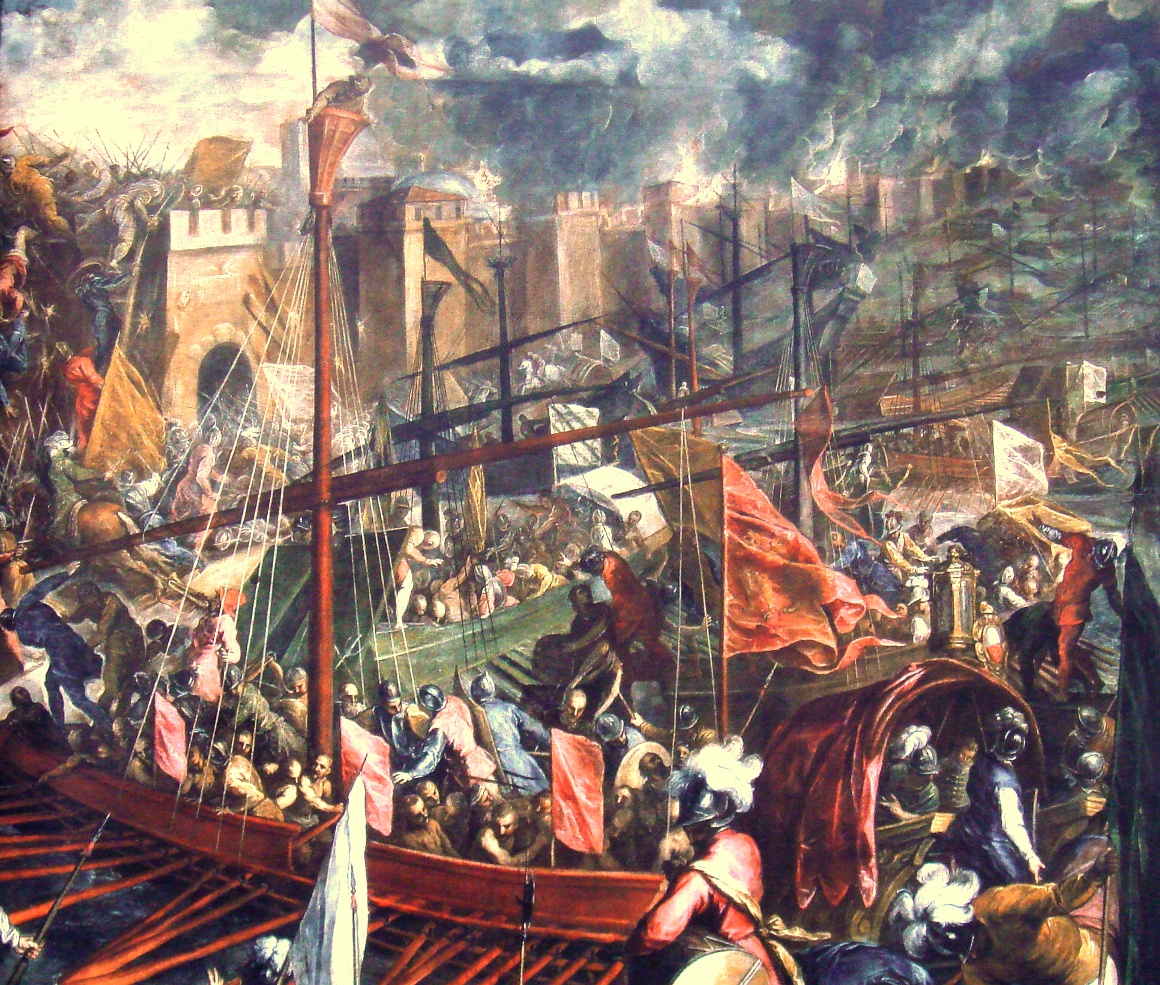
Thập tự quân chiếm đóng thành phố Constantinopolis trong cuộc Thập tự chinh thứ tư năm 1204

Alexios IV nhận ra rằng lời hứa của ông là rất khó giữ. Alexios III đã thành công khi chạy trốn với 1.000 kg vàng và một số đồ trang sức vô giá và để lại một kho bạc hoàng gia gần như trống rỗng. Lúc đó vị hoàng đế trẻ tuổi đã ra lệnh tiêu hủy và nấu chảy các biểu tượng có giá trị của La Mã và Byzantine để chiết xuất ra vàng và bạc, nhưng thậm chí sau đó ông này cũng chỉ có thể thu thập được 100.000 đồng Mark bạc. Nhưng trong con mắt của tất cả những người Byzantine thì đây là một dấu hiệu gây sốc của sự tuyệt vọng và lãnh đạo yếu kém và đáng bị trừng phạt bởi Chúa Trời. Sử gia Byzantine Nicetas Choniates coi đó là "bước ngoặt và làm suy sụp nhà nước Đông La Mã."
Bắt người dân phải phá hủy các biểu tượng của họ theo lệnh của một đội quân ly giáo người nước ngoài đã làm cho Alexios IV bị các công dân của Constantinopolis thù ghét. Trong nỗi sợ hãi suốt cuộc đời của mình, vị đồng hoàng đế này đã yêu cầu quân Thập tự chinh ở lại thêm sáu tháng theo một hợp đồng mới đến cuối tháng 4 1204. Tuy nhiên, vẫn còn xung đột xảy ra trong thành phố. Trong tháng 8 năm 1203 Thập tự quân đã tấn công một nhà thờ Hồi giáo (ở Constantinopolis vào thời gian này có khá nhiều dân Hồi giáo) vốn được bảo vệ bởi một lực lượng kết hợp của người Hồi giáo và người Byzantine đối lập. Trong khi đó, Alexios IV đã yêu cầu 6.000 quân Thập tự chinh hành quân để chống lại Alexios III, đối thủ của mình tại Hadrianopolis.
Lần nỗ lực thứ hai của người Venezia trong việc tạo ra một bức tường lửa để hỗ trợ cho việc tháo chạy của họ, họ gây ra một đám cháy cực to và đám cháy này đã đốt cháy và phá hủy một phần lớn thành phố Constantinople. Sự phản đối Alexios IV đã ngày càng tăng lên và Alexios Doukas (biệt danh ‘Mourtzouphlos’ vì ông này có đôi lông mày dậm) một trong những cận thần của ông, đã ngay lập tức lật đổ ông này và cho người bóp cổ ông ta đến chết. Alexios Doukas tự lên ngôi với tên hiệu là Alexios V; Isaac qua đời ngay sau đó, có thể là do nguyên nhân tự nhiên.
Quân viễn chinh và người Venezia đã cực kỳ tức giận với cái chết của những người mà họ bảo trợ và yêu cầu Mourtzouphlos tôn trọng hợp đồng mà Alexios IV đã hứa. Khi hoàng đế Byzantine từ chối, Thập tự quân lại tấn công thành phố một lần nữa. Ngày 08 Tháng Tư, quân đội của Alexios V đã kháng cự một cách mạnh mẽ và làm nhiều quân viễn chinh nản lòng.
Người Byzantine đã bắn những viên đạn rất lớn vào các máy công thành của quân địch và phá vỡ rất nhiều chiếc trong số chúng. Một trở ngại nghiêm trọng cho quân viễn chinh là điều kiện thời tiết xấu. Gió thổi từ biển và ngăn chặn hầu hết các tàu chiến không cho chúng vào đủ gần đến các bức tường để phát động các cuộc tấn công. Chỉ có năm trong số các tháp canh của bức tường đã được thực sự bị tấn công và không chiếc nào trong số những chiếc này đã bị chiếm, vào giữa buổi chiều người ta đã thấy một điều hiển nhiên rằng các cuộc tấn công đã thất bại.
Các giáo sĩ Latin thảo luận tình hình với nhau và họ muốn quân đội Thập tự chinh không bị mất tinh thần. Họ đã phải thuyết phục những người của họ rằng các sự kiện của ngày 09 tháng 4 không phải là sự phán xét của Thiên Chúa vào một đội quân chứa đầy tội lỗi: Họ lập luận rằng các chiến dịch là chính đáng và phù hợp với niềm tin rằng nó sẽ thành công. Câu nói lòe bịp rằng Thiên Chúa thử thách quyết tâm của quân Thập tự chinh qua những thất bại tạm thời là một phương tiện quen thuộc cho các giáo sĩ để giải thích những thất bại trong quá trình của chiến dịch.
Thông điệp của các giáo sĩ được viết ra để trấn an và động viên quân Thập tự chinh. Lập luận của họ rằng là các cuộc tấn công vào Constantinopolis xoay quanh hai chủ đề về tinh thần. Đầu tiên, họ nói người Byzantine là những kẻ phản bội và giết người vì họ đã giết chết Alexios IV, chúa tể hợp pháp của họ. Các giáo hội sử dụng ngôn ngữ có tính chất kích động và tuyên bố rằng "người Byzantine còn tồi tệ hơn người Do Thái" và họ cầu khấn cho sự ủy quyền của Thiên Chúa và Đức Giáo hoàng để hành động.
Mặc dù Innôcentê III đã một lần nữa yêu cầu rằng họ không được tấn công người Byzantine, lá thư của Giáo hoàng đã bị dấu nhẹm bởi các giáo sĩ và các Thập tự quân lại chuẩn bị cho cuộc tấn công của họ, trong khi người Venezia thì tấn công từ hướng biển; quân đội của Alexios V ở lại trong thành phố để chiến đấu, cùng với các vệ sĩ của Hoàng đế, đội vệ binh Varangian, nhưng bản thân Alexios V thì lại chạy trốn trong màn đêm.

### Công chiếm Thành phố Constantinopolis
Ngày 12 tháng 4, năm 1204, cuối cùng thì điều kiện thời tiết đã ủng hộ quân Thập tự chinh. Một luồng gió mạnh từ phía bắc đã giúp cho các tàu của Venetian xáp đến gần các bức tường. Sau một cuộc chiến ngắn, khoảng bảy mươi lính Thập tự quân đã cố gắng đột nhập vào thành phố. Một số quân Thập tự chinh cuối cùng đã có thể tiến vào qua các lỗ hổng của các bức tường đủ rộng để một vài hiệp sĩ có thể chui qua tại một thời điểm để tiến vào; người Venezia cũng đã chiếm được một phần các bức tường từ phía biển, mặc dù đã nổ ra những trận chiến rất đẫm máu với các vệ binh Varangian. Quân viễn chinh đã chiếm được Blachernae, một phần ở phía tây bắc của thành phố và sử dụng nó như một căn cứ để tấn công các phần còn lại của thành phố, và đồng thời họ cũng cố gắng tự bảo vệ mình bằng một bức tường lửa, họ đã tạo nhiều đám cháy hơn nữa trong thành phố. Các đám cháy thứ hai này đã làm 15.000 người trở thành vô gia cư. Thập tự quân hoàn toàn chiếm thành phố vào ngày 13.
Quân Thập tự chinh đã gây ra một tội ác khủng khiếp và man rợ tại Constantinople trong ba ngày, vào lúc đó rất nhiều công trình cổ đại và trung cổ của La Mã và Hy Lạp đã được bị lấy cắp hoặc bị phá hủy. Thư viện của thành phố Constantinopolis cũng đã bị phá hủy, bất chấp lời thề của họ và mối đe dọa rút phép thông công, quân Thập tự chinh đã phá hủy một cách tàn nhẫn và có hệ thống các nhà thờ tu viện của thành phố, họ phá hủy, làm ô uế hoặc ăn cắp tất cả những thứ họ có thể lấy được. Có người nói rằng tổng số tiền bị cướp từ Constantinople có giá trị khoảng 900.000 đồng mark bạc. Người Venezia nhận được 150.000 đồng mark bạc mà là người ta nợ họ, trong khi quân Thập tự chinh cũng nhận được 50.000 đồng mark bạc. Khoảng 100.000 đồng mark bạc được chia đều ra giữa quân Thập tự chinh và người Venezia. Phần còn lại khoảng 500.000 đồng mark bạc đã được bí mật giữ lại bởi các hiệp sĩ Thập tự chinh.
Theo một hiệp ước sau đó Byzantine đã được phân chia giữa Venice và các thủ lĩnh của quân thập tự chinh và thành lập một đế quốc Latinh ở Constantinople. Boniface không được bầu làm hoàng đế mới mặc dù dường như người dân thường coi ông là, người Venice nghĩ rằng ông đã có quá nhiều mối quan hệ với đế quốc Byzantine trước đây vì anh trai của ông-Renier của Montferrat đã kết hôn với Maria Komnene, người vốn là một hoàng hậu trong các năm 1170. Thay vào đó họ đã đưa Baldwin của Flanders trên ngai vàng. Boniface đã ra đi và nhận lấy Vương quốc Thessalonica-một nước chư hầu của Đế quốc Latinh mới. Người Venice cũng thành lập Công quốc của quần đảo ở biển Aegean. Trong khi đó, người tị nạn Byzantine cũng đã thành lập các vương quốc của riêng mình, đáng chú ý nhất trong số này là đế quốc Nicaea của Theodore Laskaris và các vương quốc Trebizond và Trấn Epirus.